# Vertyikal–3
Vertyikal–3 (orosz betűkkel: Вертикаль–3, magyar jelentése: függőleges) szovjet K65UP típusú geofizikai kutató rakétaszonda, melyet az Interkozmosz együttműködés keretében, a Vertyikal program harmadik rakétájaként indítottak.

## Küldetés
Az Interkozmosz együttműködés keretében ez volt a harmadik rakétaszonda, egyúttal az első K65UP típusú rakéta, melyet a Poljot Termelési Egyesülés készített a Juzsmas által gyártott az R–14U közepes hatótávolságú ballisztikus rakéta alapján.
1975. szeptember 2-án az Interkozmosz program keretében bocsátották fel a Szovjetunióból a Kapusztyin Jar rakéta-kísérleti lőtérről. Az egyfokozatú, folyékony hajtóanyagú rakéta az 1300 kg-os szondát 502 kilométeres magasságba emelte. A ballisztikus pályán mozgó műszerek nagy része gömb alakú konténerben volt, amely a küldetés végeztével belépett a légkörbe és hagyományos módon – ejtőernyős leereszkedéssel – visszatért a Földre.

## Jellemzői
A szonda műszerparkjának kifejlesztésében NDK, bolgár és csehszlovák kutatók dolgoztak.
- Fő mérési program:
  - a magas légkör és a Föld körüli térség komplex kutatása
- Főbb kutatási területek:
  - a Nap röntgen- és látható színképtartományú sugárzása
  - a Lyman-alfa-sugárzás mérése
  - az ionoszféra összetevőinek analizálása, a mikro-meteorok előfordulása, főleg 90 kilométeres magasság felett

## Külső hivatkozások
- Vertyikál–3. niif.hu. (Hozzáférés: 2013. április 22.)